# Joaquim Pedro de Castelbranco
Joaquim Pedro de Castelbranco CvA • ComA • CvNSC foi um militar português.

## Família
De distintíssima família da Ilha da Madeira, era filho de Maurício José de Castelbranco Manuel e de sua mulher e parente Maria Dionísia de Freitas de Abreu de Castelbranco ou de Freitas de Mendonça e irmão de José de Freitas Teixeira Spínola de Castelbranco.

## Biografia
Contra-Almirante, desembarcou no Mindelo com as tropas liberais e esteve no Cerco do Porto, etc.

### Condecorações
Cavaleiro e Comendador da Ordem Militar de Avis, Cavaleiro da Ordem de Nossa Senhora da Conceição de Vila Viçosa, Medalha das Campanhas da Liberdade, Comendador da Ordem da Coroa de Carvalho da Holanda e Comendador da Ordem de Santo Estanislau da Rússia.

## Casamento e descendência
Casou com Joana de Melo Cogominho. Foram pais de Pedro de Castelbranco Manuel, 2.º Barão de São Pedro jure uxoris, e de Eduardo Ernesto de Castelbranco.